# محمد بن عبدالملک ابن مروان
محمد بن عبدالملک ابن مروان (عربی: محمد بن عبد الملك ابن مروان، آوانگاری: Muḥammad ibn ʿAbd al-Malik ibn Marwān؛ درگذشته ۷۵۰) فرمانروای مصر در دوران خلافت اموی بود.